# Општина Корбени (Арђеш)
Корбени (рум. Corbeni) општина је у Румунији у округу Арђеш.
Oпштина се налази на надморској висини од 557 m.